# 福嶋尚哉
福嶋 尚哉（ふくしま なおや、1963年 - ）は、日本の作曲家、編曲家。長野県出身。

## 経歴
和声法、対位法、作曲法を成田勝行に師事。大学在学中よりCM音楽の制作を始める。
1年間の会社員生活を経てフリーとなり、1990年からサウンドファクトリーにサウンドクリエイターとして参加。同社制作の著作権フリー音源集向けに多数の楽曲を提供する（この頃に作曲した楽曲のうちのいくつかが、2000年代前半から東日本旅客鉄道（JR東日本）等の鉄道事業者の駅メロディとして使用されることになる）。
以降、テレビやラジオの番組向けのBGM・ジングルや、CM音楽等の制作を多数手がける。
2000年代後半以降はスイッチにおいて、JR東日本や東京地下鉄（東京メトロ）をはじめとする鉄道事業者向けの駅メロディ等の作曲・編曲を多数手がけている。
また、演劇を主とする舞台音楽の制作も行っており、「静岡市こどもミュージカル」、およびその出身者で結成された「劇団かいぞく船」の他、「らせん劇場」、「人形芝居くりちゃん」等、主に静岡県内を拠点に活動する劇団の作品向けの楽曲制作を多数手がけている。
2019年からは、同じくサウンドファクトリーの元サウンドクリエイターである大和優子が運営するフリーユース音源販売サイト「DL-music」にクリエイターとして参加。サウンドファクトリーの製品に収録されていた楽曲の再販や、新曲の提供を行っている。
2021年5月、活動拠点を静岡から長野県安曇野市へと移した。

## 主な提供作品

### テレビ番組
- 中国4000年紀行 魅惑のティーロードをゆく（静岡放送制作、TBS系2003年3月23日放送）[10]

### テレビCM
- 命を守る！RADIOキャンペーン「フリースポット」（2012年、静岡新聞70周年・静岡放送60周年事業 命を守る！RADIOキャンペーン協賛各社）[11]

### その他
- 興津川保全市民会議 設立10周年記念歌「清流のうた」（編曲）[12]
- 五稜バス 成田国際空港 - 軽井沢間高速路線バス用車内チャイム「カントリーロード」（編曲）

## 主な鉄道関連の作品

### サウンドファクトリー時代
以下に挙げるのは、サウンドファクトリー制作の著作権フリー音源集『SOUND STAFF』シリーズ向けに作曲した楽曲が発車メロディとして採用された例。

#### 東日本旅客鉄道
- 「SF10-60（チャイム）」：現在不使用[13][注釈 1]
- 「SF22-29」：現在不使用[13][注釈 2]

### スイッチ時代
※用途の記載が無いものは全て発車メロディ。

#### 東日本旅客鉄道
- オリジナル曲[13]
  - 「シーウィンド」：佐倉駅4番線[注釈 3]
  - 「恋の通勤列車」：青梅駅1番線[注釈 4]
  - 「旅の予感」：現在不使用[注釈 5]
  - 「楽々鉄道旅行」：青梅駅2番線[注釈 6]
  - 「キッズステーション」：巌根駅1番線、羽沢横浜国大駅、青梅駅4番線[注釈 7]
  - 「幸せチャイム」：安房鴨川駅2番線
  - 「窓の花飾り」：成田駅2番線[注釈 8]
  - 「スイートコール」：成田駅3番線[注釈 9]
  - 「フラワーショップ」：成田駅5番線、青梅駅3番線[注釈 10]
  - 「青空と線路」：現在不使用[注釈 11]
  - 「通勤ステップ」：現在不使用[注釈 12]
  - 「ハッピーガール」：現在不使用[注釈 13]
  - 「朝のドヴィッシー」：現在不使用[注釈 14]
  - 「幸福の銀レール」：現在不使用[注釈 15]
  - クルーズトレイン「TRAIN SUITE 四季島」 ドアチャイム[14]
  - 「入り陽の海」・「里のそよ風」：HB-E300系 臨時快速列車「海里」 車内チャイム[15]
  - 「La Mer Bleue」：E261系 特急列車「サフィール踊り子」 車内チャイム[16]
  - 「Blue Horizon」・「空・海・光」：E261系 特急列車「サフィール踊り子」 車載メロディ[16]
  - E261系 ミュージックホーン[16]

- 編曲
  - 「ジュピターB」：現在不使用[注釈 16]
  - 「ジュピターE」：現在不使用[注釈 17]
  - 「ジュピターG」：現在不使用[注釈 18]
  - 「熊谷市歌」：熊谷駅在来線ホーム、籠原駅
  - 「上尾市歌」：上尾駅、北上尾駅
  - 「阿波踊り」：南越谷駅
  - 「信濃の国」：長野駅新幹線ホーム[17]
  - 「故郷」：飯山駅新幹線ホーム[17]
  - 「武田節」：石和温泉駅
  - 「ここで君を待ってるよ」：石岡駅2番線[18]
  - 「石岡のお囃子」：石岡駅3番線[18]
  - 「上を向いて歩こう」：川崎駅1・2番線[19]
  - 「電車ごっこ」：国分寺駅1・2・4番線[20]
  - 「一番星みつけた」：西国分寺駅1番線[20]
  - 「国分寺市の歌」：西国分寺駅3番線[20]
  - 「RYUとぴあ音頭」：龍ケ崎市駅1番線[21]
  - 「かえるの合唱」：龍ケ崎市駅2番線[21]
  - 「白鳥の湖」：龍ケ崎市駅3番線[21]
  - 「集まれ！踊り人」：北朝霞駅[22]
  - 「栃木市民の歌～明日への希望～」：栃木駅[23]
  - 「雅楽谷の森～蓮田のタカラ～」：蓮田駅[24]
  - 「元気川口・御成道サンバ」：川口駅2番線、西川口駅2番線、東川口駅2番線[25][26]（現在不使用）
  - 「俺たちの明日」：赤羽駅5番線[27]
  - 「今宵の月のように」：赤羽駅6番線[27]
  - 「カリフォルニア・シャワー」：宇都宮駅在来線ホーム[28]
  - 「トゥーランドット」：上野駅2・3番線[29]（現在不使用）
  - 「お囃子」：烏山駅 発車予告メロディ[30]
  - 「ニュルンベルクのマイスタージンガー」：上野駅2・3番線[31]（現在不使用）
  - 「突き進め柏」：柏駅3番線[32][33]（現在不使用）
  - 「チュニジア」：柏駅4番線[32][33]（現在不使用）
  - 「さらば青春の光」：高崎駅11・12番線[34]
  - 「Great Messenger」：高崎駅13・14番線[34]

#### 北海道旅客鉄道
- 北海道新幹線 全駅共通接近チャイム[14]

#### 西日本旅客鉄道
- 「来い来い敦賀」：敦賀駅新幹線ホーム（編曲）[35]
- 「Pretender」：米子駅（編曲）[36]

#### 九州旅客鉄道
- 「宝探し」：江北駅（編曲）[37]
- 「オープニングタイトル／ロマンシング サガ -ミンストレルソング-」：佐賀駅 接近メロディ（編曲）
- 「オープニングタイトル／サガ フロンティア」：唐津駅 接近メロディ（編曲）

#### 東京地下鉄
- 銀座線[38][39][40]
  - 「道はここから」：渋谷駅1番線
  - 「アンディーン」：渋谷駅2番線
  - 「早瀬」：表参道駅5番線
  - 「ようこそ！」：外苑前駅1番線
  - 「コンシェルジュ」：青山一丁目駅2番線
  - 「オレンジピール」：赤坂見附駅3番線
  - 「玉紫陽花」：虎ノ門駅2番線
  - 「Fast River」：新橋駅2番線
  - 「銀座カンカン娘」：銀座駅（編曲）
  - 「蜜柑色の夢」：京橋駅1番線
  - 「雪月花」：京橋駅2番線
  - 「お江戸日本橋 verC」：日本橋駅1番線（編曲）
  - 「お江戸日本橋 verA」：三越前駅1番線（編曲）
  - 「花 verB」：浅草駅2番線（編曲）
- 丸ノ内線[41][42]
  - 「ハート畑」：荻窪駅2番線
  - 「夢行きステップ」：南阿佐ヶ谷駅2番線
  - 「ハートスタイル」：新高円寺駅2番線
  - 「駅にサンキュー」：東高円寺駅2番線
  - 「スイートムーン」：新中野駅2番線
  - 「ステーションベル」：新宿三丁目駅1番線
  - 「レインボウ電車」：新宿御苑前駅1番線
  - 「駅メモリー」：新宿御苑前駅2番線
  - 「トレインライト」：四谷三丁目駅1番線
  - 「東京旅姿」：国会議事堂前駅2番線
  - 「スマイル電車」：霞ケ関駅2番線
  - 「夢心地」：東京駅2番線
  - 「潤い電車」：大手町駅2番線
  - 「駅スイート」：淡路町駅2番線
  - 「ジェントルトレイン」：御茶ノ水駅2番線
  - 「サニーサイドステーション」：本郷三丁目駅2番線
  - 「サークルゲーム」：後楽園駅2番線
  - 「ドリーム駅」：新大塚駅2番線
  - 「キラリトレイン」：池袋駅2番線
  - 「希望の電車」：方南町駅2番線[注釈 19]
  - 「スタイルブック」：中野富士見町駅1番線
  - 「コサージュ」：中野富士見町駅2番線
  - 「ベリル」：中野坂上駅2番線（1番線側）
  - 「舞フラワー」：B線（池袋方面）車載メロディ
- 日比谷線[43][44][45][46]
  - 「アルテミス」：恵比寿駅1番線
  - 「セレンディピティ」：六本木駅1番線
  - 「patio」：六本木駅2番線
  - 「昇って降りて」：神谷町駅1番線
  - 「輝く都市」：虎ノ門ヒルズ駅1番線
  - 「夏雲」：虎ノ門ヒルズ駅2番線
  - 「今日も一日」：霞ケ関駅4番線
  - 「銀杏の下で」：日比谷駅1番線
  - 「公園日和」：日比谷駅2番線
  - 「銀座の恋の物語」：銀座駅（編曲）
  - 「桃山」：東銀座駅3番線
  - 「潮騒」：築地駅2番線
  - 「キャノピー」：茅場町駅2番線
  - 「そぞろ歩き」：人形町駅1番線
  - 「恋するフォーチュンクッキー」：秋葉原駅（編曲、現在不使用）
  - 「アッシュグレイ」：仲御徒町駅1番線
  - 「さあ、行くよ！」：上野駅2番線
  - 「銀箭」：入谷駅1番線
  - 「星まつり」：三ノ輪駅2番線
  - 「桜の川堤」：南千住駅1番線
  - 「プリズム」：南千住駅2番線
  - 「メトロの休日」：A線（中目黒方面）車載メロディ
  - 「七色の翼」：B線（北千住方面）車載メロディ
- 東西線[47]
  - 「スカイブルー」：A線（西船橋方面）車載メロディ
- 千代田線[48]
  - 「常磐木」：代々木公園駅1番線
  - 「若葉の散歩道」：代々木公園駅2番線
  - 「ペリドット」：赤坂駅1番線
  - 「ペパーミント」：国会議事堂前駅4番線
  - 「memoir」：霞ケ関駅5番線
  - 「穏やかな午後を」：霞ケ関駅6番線
  - 「光のカテナリー」：大手町駅5番線
  - 「モザイク」：新御茶ノ水駅1番線
  - 「古今」：湯島駅1番線
  - 「緑のスキップ」：湯島駅2番線
  - 「花便り」：根津駅1番線
  - 「ほっと一息」：根津駅2番線
  - 「Retro Urban」：千駄木駅1番線
  - 「古きをたずねて」：千駄木駅2番線
  - 「ソーダ水」：西日暮里駅1番線
  - 「夏木立」：町屋駅2番線
  - 「閃緑」：綾瀬駅1番線
  - 「市松模様」：綾瀬駅2番線
  - 「千歳緑」：北綾瀬駅1番線
  - 「かぎろい」：支線B線（北綾瀬方面）車載メロディ[注釈 20]
- 有楽町線[49][14]
  - 「電車ライト」：地下鉄成増駅1番線
  - 「レッツトレイン」：地下鉄赤塚駅1番線
  - 「ワクワク電車」：氷川台駅2番線
  - 「駅ストレッチ」：小竹向原駅2番線
  - 「スター車両」：千川駅1番線
  - 「さわやかステーション」：千川駅2番線
  - 「電車へステップ」：要町駅2番線
  - 「マイルド電車」：東池袋駅1番線
  - 「冒険電車」：護国寺駅1番線
  - 「風香る駅」：江戸川橋駅2番線
  - 「ラブリートレイン」：飯田橋駅3番線
  - 「電車でウキウキ」：市ケ谷駅2番線
  - 「キューティー電車」：麹町駅1番線
  - 「きらめき電車」：麹町駅2番線
  - 「サムライ電車」：永田町駅1番線
  - 「パピヨン」：永田町駅2番線
  - 「目覚めの電車」：新富町駅2番線
  - 「江戸の街」：月島駅1番線
  - 「フラワートレイン」：豊洲駅3番線（使用停止中）
  - 「風はみどりの」：豊洲駅4番線
  - 「スキップ車両」：辰巳駅1番線
  - 「未来電車」：A線（新木場方面）車載メロディ
- 半蔵門線[50]
  - 「薫風」：表参道駅3番線
  - 「エントランス」：表参道駅6番線
  - 「サヴァラン」：青山一丁目駅3番線
  - 「黎明」：永田町駅4番線
  - 「てんつつ」：半蔵門駅1番線（編曲）
  - 「寿式三番叟」：半蔵門駅2番線（編曲）
  - 「センスオブワンダー」：九段下駅3番線
  - 「ブックマーク」：神保町駅5番線
  - 「夕涼み」：神保町駅6番線
  - 「マーキュリー」：大手町駅7番線
  - 「メトロでGo！」：大手町駅8番線
  - 「お江戸日本橋 verE」：三越前駅4番線（編曲）
  - 「川の辺」：水天宮前駅1番線
  - 「糸竹の道」：水天宮前駅2番線
  - 「カットグラス」：清澄白河駅1番線
  - 「万華鏡」：清澄白河駅2番線
  - 「深呼吸」：住吉駅1番線
  - 「花霞」：住吉駅2番線
  - 「光彩都市」：錦糸町駅1番線
  - 「五月雨」：錦糸町駅2番線
  - 「紫電」：押上駅1番線
  - 「ライブラリー」：押上駅2番線
  - 「見上げる空に」：押上駅3番線
  - 「スタートアップ」：押上駅4番線
- 南北線[51]
  - 「銀のしずく」：白金台駅1番線
  - 「テラコッタ」：白金台駅2番線
  - 「つかの間の」：白金高輪駅1番線
  - 「エメラルド・グリーン」：白金高輪駅3番線
  - 「ミントベル」：麻布十番駅1番線
  - 「カリンの実」：麻布十番駅2番線
  - 「さざ波」：六本木一丁目駅1番線
  - 「陽だまり」：六本木一丁目駅2番線
  - 「poco a poco」：溜池山王駅3番線
  - 「天然水」：溜池山王駅4番線
  - 「Take Me Out to the Ball Game」：後楽園駅（編曲）
  - 「ビスマス」：駒込駅1番線
  - 「風のゆくえ」：西ケ原駅2番線
  - 「地図を広げて」：王子駅1番線
  - 「ノッカー」：王子駅2番線
  - 「いつもの駅で」：王子神谷駅2番線
  - 「月は南に」：志茂駅2番線
  - 「ティー・スプーン」：赤羽岩淵駅1番線
- 副都心線[52][注釈 21]（地下鉄成増駅 - 小竹向原駅間、および車載メロディは有楽町線と同じメロディを使用）
  - 「City Runner」：要町駅3番線[注釈 22]
  - 「イーストパラダイス」：要町駅4番線
  - 「ティータイム」：雑司が谷駅2番線
  - 「シルバーレール」：西早稲田駅2番線
  - 「きらめくホーム」：東新宿駅1番線[注釈 23]
  - 「花咲く街角」：東新宿駅2番線
  - 「春の翼」：東新宿駅4番線
  - 「プラット散歩2」：北参道駅2番線
  - 「愛ステーション」：渋谷駅6番線

#### 西武鉄道
- 「噛むとフニャン」：新狭山駅1番ホーム（編曲、現在不使用）[53]
- 「コアラのマーチ」：新狭山駅2番ホーム（編曲、現在不使用）[53]
- 「ガーナチョコレート」：新狭山駅1番ホーム（編曲、現在不使用）
- 「旅立ちの日に」：西武秩父駅（編曲）[54]
- 001系「Laview」 車内チャイム[55]
- 「さんぽ」：所沢駅1・2番ホーム（編曲）[56]
- 「となりのトトロ」：所沢駅3・4・5番ホーム（編曲）[56]
- 「吠えろライオンズ」：西所沢駅2番ホーム（編曲）[57]
- 「若き獅子たち」：下山口駅（編曲）[57]
- 「地平を駈ける獅子を見た」：西武球場前駅1 - 6番ホーム（編曲）[57]

#### 東武鉄道
- 「カリフォルニア・シャワー verB」：東武宇都宮駅（編曲）[注釈 24]
- 「突き進め柏」：柏駅1番線（編曲、期間限定）[58][注釈 25]
- 「チュニジア」：柏駅3番線（編曲、期間限定）[58][注釈 25]

#### 京王電鉄
- 「明治大学校歌」：明大前駅 接近メロディ（編曲）[59]
- 5000系（京王ライナー） 車内チャイム・ミュージックホーン[60]

#### 京浜急行電鉄
- 「赤い電車」：羽田空港第1・第2ターミナル駅、品川駅 接近メロディ（オペレーション）[61]

#### 京成電鉄
- 「燃えてヒーロー」：四ツ木駅 接近メロディ（編曲）[62]
- 「GO!GO!トリトン」：海神駅 接近メロディ（編曲）[63]

#### 北総鉄道
- 「アリッサム」：新柴又駅1番線[64][14]（現在不使用）
- 「クレマチス」：新柴又駅2番線[64][14]（現在不使用）
- 「矢切の渡し」：矢切駅（編曲）[64]
- 「男はつらいよ」：新柴又駅（編曲）[65]

#### 東急電鉄
- 「Prologue」：大井町駅（編曲、現在不使用）[66][67][注釈 26]
- 「End titles」：二子玉川駅2番線（編曲、現在不使用）[66][68]
- 「Prologue」：二子玉川駅3番線（編曲、現在不使用）[66][68][注釈 27]

#### 横浜高速鉄道
- 「勇者の遺伝子」：日本大通り駅（編曲、現在不使用）[69]

#### 伊豆急行
- 「天城越え」：河津駅（編曲）[70]

#### 神戸市営地下鉄（北神急行電鉄）
- 「森のさざめき」：谷上駅 接近メロディ（現在不使用）[71]

#### 青い森鉄道
- 「青い森のファンタジー」：青い森703系 車載メロディ[14][72]

#### 阿武隈急行
- 「Pastoral・光」・「Pastoral・風」：AB900系 車載メロディ[73][74]

#### 宇都宮ライトレール
- 「雲雀」・「銀杏」・「欅」・「皐月」・「梨」：HU300形 車内チャイム[75]
- 「Light Summer（らいさま）」：HU300形 ミュージックホーン[75]
- 「美雷と」：宇都宮駅東口停留場、平石停留場、グリーンスタジアム前停留場（始発列車のみ） [75][76]
- 「黄柳」：芳賀・高根沢工業団地停留場[75][76]
- 「Yellow Brick Road」・「フリージア」：HU300形 車内メロディ[75]

#### 東京臨海高速鉄道
- 「いつもNAVI」：国際展示場駅（編曲、現在不使用）
- 「日清Spa王」：国際展示場駅（編曲、現在不使用）

#### あいの風とやま鉄道
- 「あいの風チャイム verA」：全駅共通接近チャイム[14][77]
- 「ふるさとの空 verA」：呉羽駅、富山駅、東富山駅、水橋駅、新富山口駅 接近メロディ（編曲）[77]
- 「ふるさとの空 verB」：高岡駅 接近メロディ（編曲）
- 「春」：富山駅 （編曲、3 - 5月限定）[77]
- 「アルプスの牧場」：富山駅（編曲、6 - 8月限定）[77]
- 「秋」：富山駅（編曲、9 - 11月限定）[77]
- 「冬 verA」：富山駅（編曲、12 - 2月限定）[77]

#### しなの鉄道
- 「信濃の国」：SR1系 車載メロディ（編曲）[78]
- SR1系 ミュージックホーン[78]

## 参加アルバム
- JR東日本 駅発車メロディー・特急車内メロディー 音源集 ～山手線全駅＋α～（2005年、テイチクエンタテインメント）
- 鉄のバラード ～駅発車メロディ界の3大巨匠による発車メロアレンジ～（2008年、テイチクエンタテインメント）
- 東京メトロ副都心線 駅発車メロディー＆駅ホーム自動放送（2012年、テイチクエンタテインメント）
- 東京メトロ丸ノ内線 駅発車メロディー＆駅ホーム自動放送（2012年、テイチクエンタテインメント）
- 駅メロ ベストセレクション ～発車メロディ編～オリジナル音源（2014年、スイッチ）
- 東京メトロ有楽町線 駅発車メロディー&駅ホーム自動放送（2015年、スイッチ）
- 東京メトロ南北線 駅発車メロディー&駅ホーム自動放送（2015年、スイッチ）
- あいの風とやま鉄道 駅メロディ集（2017年、スイッチ）
- 駅メロベストセレクション2 ～発車メロディ編～オリジナル音源（2017年、スイッチ）
- 東京メトロ千代田線 駅発車メロディー（2019年、スイッチ）